# N2 (Guinea)
Die N2 ist eine Fernstraße in Guinea, die in Nzérékoré an der Ausfahrt der N1 beginnt und in Guekepo an der Grenze nach Elfenbeinküste endet. In Gogota kreuzt sie mit der N19. Sie ist 79 Kilometer lang.